# Las Cuevas (Trinidad y Tobago)
Las Cuevas es una localidad de Trinidad y Tobago, que forma parte de la región de San Juan-Laventille.

## Geografía
La localidad abarca parte de la isla Trinidad y limita al norte con el mar Caribe, al sur con Maracas-St. Joseph, Acono Village y El Dorado (las tres pertenecientes a la región de Tunapuna-Piarco), al este con Blanchisseuse y al oeste con Maracas y La Pastora.

## Demografía
Datos demográficos de la localidad de Las Cuevas:
| Gráfica de evolución demográfica de Las Cuevas entre 2000 y 2011 |
|                                                                  |